# 正木純子
正木 純子（まさき じゅんこ、1974年3月22日 - ）は、日本の女子キックボクサー、元モデル。千葉県出身。Hilltop所属。Model Agency FLAMES JAPAN株式会社所属アスリート。順天堂大学卒業。 

## 略歴
- 中学から大学までバレーボール部に在籍。大会に出場した経験もある[1]。
- 大学時代にファッション誌『ViVi』のモデルや、レースクイーン、キャンペーンガールなどを務める。
- その後、初代K-1ガールとしての活動をきっかけに格闘技に興味を持ち、キックボクサーに転身。2003年11月11日、「Girls SHOCK」でプロデビュー[2]。
- 2004年4月、タイ・チェンマイで行われたアマチュアムエタイ大会「WORLD CHAMPIONSHIPS 2004」に出場。女子フェザー級で銀メダルを獲得した[3]。
- 2008年3月、理学療法士の資格を取得。
- 2008年8月より、FLAMES JAPAN株式会社とも契約[4]。
- 六本木ヒルズ内「トータルワークアウト」にてキックボクシングのインストラクターとしても活動。

## 戦績
| キックボクシング 戦績 | キックボクシング 戦績 | キックボクシング 戦績 | キックボクシング 戦績 | キックボクシング 戦績 | キックボクシング 戦績 | キックボクシング 戦績 |
| --------------------- | --------------------- | --------------------- | --------------------- | --------------------- | --------------------- | --------------------- |
| 15 試合               | (T)KO                 | 判定                  | その他                | 引き分け              | 無効試合              |                       |
| 7 勝                  |                       |                       |                       | 0                     | 0                     |                       |
| 8 敗                  |                       |                       |                       | 0                     | 0                     |                       |

| 勝敗 | 対戦相手                 | 試合結果               | 大会名                                                            | 開催年月日     |
| ×    | 岡加奈子                 | 2分3R終了 判定0-3      | SHOOT BOXING WORLD TOURNAMENT Girls S-cup 2010                    | 2010年8月29日  |
| ×    | 水野志保                 | 2分3R終了 判定0-3      | BUNGELING BAY SPIRIT 縁 〜enishi〜                                | 2010年3月20日  |
| ×    | 陣内まどか               | 2分3R終了 判定1-2      | J-NETWORK「J-GIRLS Catch The stone 5」                            | 2010年1月31日  |
| ×    | ペッアリー・ソー・アリー | 判定                   | タイ王妃生誕77周年祝賀女子ムエタイ大会                            | 2009年8月11日  |
| ×    | せり                     | 2分5R終了 判定0-3      | J-NETWORK「J-GIRLS 白雪祭り」 【J-GIRLSバンタム級タイトルマッチ】 | 2008年1月12日  |
| ○    | 成沢紀予                 | 2分3R終了 判定2-1      | J-NETWORK「J-GIRLS 十六夜祭り」                                   | 2007年9月9日   |
| ○    | MANA                     | 2分3R終了 判定3-0      | J-NETWORK「J-GIRLS 七夕祭り」                                     | 2007年7月1日   |
| ×    | さくら子                 | 2分3R終了 判定0-3      | かきだみし5 -GENESIS U-60kg級トーナメント決勝戦-                  | 2006年12月10日 |
| ○    | AZUMA                    | 2分3R終了 判定2-1      | J-NETWORK&日本女子ボクシング協会合同興行「女祭り」                | 2006年10月29日 |
| ○    | 佐竹のぞみ               | 2分3R終了 判定3-0      | 全日本キックボクシング連盟「CUB★KICK'S-3」                        | 2006年6月24日  |
| ○    | 成沢紀予                 | 2分3R終了 判定2-0      | Girls SHOCK V【オープニングファイト】                             | 2004年6月27日  |
| ×    | 末弘真由美               | 2分3R終了 判定0-2      | GIRLS STANDING FIGHT - Girls SHOCK IV                             | 2004年3月7日   |
| ×    | ASAMI                    | 2R 1:34 KO（右フック） | GIRLS STANDING FIGHT - Girls SHOCK III                            | 2003年11月11日 |